# ديفيد ويلز (موسيقي)
ديفيد ويلز (بالإنجليزية: David Wills)‏ هو موسيقي أمريكي، ولد في 3 أبريل 1954.

## وصلات خارجية
- الموقع الرسمي
- ديفيد ويلز على موقع IMDb (الإنجليزية)
- ديفيد ويلز على موقع ميوزك برينز (الإنجليزية)
- ديفيد ويلز على موقع أول ميوزيك (الإنجليزية)
- ديفيد ويلز على موقع ديسكوغز (الإنجليزية)
- ديفيد ويلز على موقع قاعدة بيانات الفيلم (الإنجليزية)